# Zamach na metropolitę Jerzego

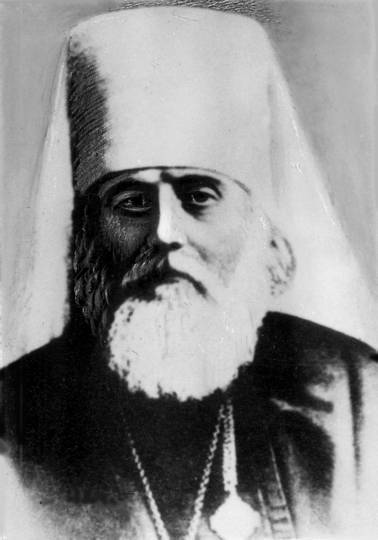
Jerzy, metropolita warszawski i całej Polski

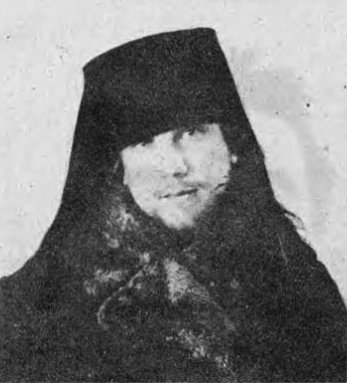
Archimandryta Smaragd

Zamach na metropolitę Jerzego (Jaroszewskiego) – morderstwo polityczne dokonane przez archimandrytę Smaragda (Łatyszenkę) jako protest przeciw dążeniom metropolity do autokefalii Kościoła prawosławnego w Polsce w dniu 8 lutego 1923.

## Geneza zamachu
Po odrodzeniu się państwa polskiego w 1918 religia prawosławna kojarzona była powszechnie z zaborcą rosyjskim, który starał się rozprzestrzeniać jej wpływy na terenach uzyskanych w wyniku rozbiorów. Kolejne rządy polskie dążyły zatem do ograniczenia wpływów prawosławia oraz do podporządkowania działań hierarchii kościelnej administracji rządowej. Pierwszym krokiem do tego miało być uzyskanie autokefalii. Stanowisko rządowe w tym zakresie wyraził w 1921 na spotkaniu z hierarchami prawosławnymi Maciej Rataj, oznajmiając, że rząd nie wyobraża sobie działania Cerkwi prawosławnej zależnej od patriarchy Moskwy.
W lipcu 1921 do Polski przybył, zaproszony przez patriarchę moskiewskiego Tichona biskup Jerzy (Jaroszewski), zwolennik autokefalii Polskiego Kościoła Prawosławnego. Chociaż pragnął on uzyskać ją z błogosławieństwem od patriarchy moskiewskiego, zdecydowanie przeciwnego uniezależnieniu się Cerkwi w Polsce, zgodził się zacząć pozyskiwać dla autokefalii sceptycznie nastawionych wobec niej hierarchów. Otrzymawszy od Tichona pełnię uprawnień egzarchy, planował 1 września 1921 otworzyć w ławrze Poczajowskiej synod prawosławnych biskupów polskich, który miał rozstrzygnąć kwestię autokefalii. Ostatecznie do zjazdu nie doszło, gdyż Jerzy nie był w stanie przekonać zdecydowanych przeciwników autokefalii – biskupów Eleuteriusza i Włodzimierza.
W 1922 patriarcha Tichon mianował egzarchę Jerzego metropolitą warszawskim i całej Polski. Metropolita, pod naciskiem polskiego rządu, nadal starał się przekonać przeciwników autokefalii, jednak wielokrotne spotkania w Warszawie nie dawały żadnych rezultatów. Do uznania przez Święty Synod woli uzyskania autokefalii doszło dopiero po zatrzymaniu przez władze państwowe biskupów Eleuteriusza i Włodzimierza. Ten pierwszy został zatrzymany po odprawieniu nabożeństwa w cerkwi Świętego Ducha w Wilnie i internowany w krakowskim klasztorze kamedułów, a następnie zmuszony do wyjazdu z Polski. Zatrzymany został również biskup Włodzimierz.
Taka atmosfera starań o autokefalię silnie podzieliła hierarchów prawosławnych w Polsce, zaczęły padać oskarżenia o ślepe realizowanie przez metropolitę Jerzego polityki rządu zmierzającej do marginalizacji prawosławia. Metropolitę głośno krytykował również patriarcha Moskwy.

## Zamachowiec
Jednym z otwartych wrogów autokefalii był były wykładowca seminarium duchownego w Chełmie archimandryta Smaragd, znany teolog i historyk Kościoła prawosławnego, zdolny administrator, wysoko ceniony przez patriarchę Tichona. Był on rosyjskim szowinistą i zdeklarowanym przeciwnikiem niezależności polskich struktur Kościoła prawosławnego. W 1922 archimandryta Smaragd został zawieszony za zbyt długą nieobecność w eparchii, w której służył. Mimo argumentów samego zawieszonego oraz biskupa Eleuteriusza, wskazujących na to, że archimandryta przebywał w tym czasie u swojego ojca, metropolita Jerzy nie zmienił swojej decyzji. Archimandryta był przekonany, że prawdziwym powodem jego zawieszenia jest sprzeciw wobec autokefalii. Początkowo ubiegał się o spotkanie z metropolitą, następnie zakupił rewolwer i – jak sam później zeznał – samodzielnie uczył się strzelania.

## Przebieg zamachu
Ostatecznie metropolita Jerzy zgodził się przyjąć archimandrytę Smaragda w swojej warszawskiej rezydencji 8 lutego 1923. Według późniejszych zeznań zamachowca w czasie ich dwugodzinnej rozmowy głównie metropolita przedstawiał swoje argumenty i usiłował skłonić Smaragda do zmiany zdania. Wówczas archimandryta kilkakrotnie wystrzelił do niego, wołając To dla ciebie, kacie prawosławia!. Odgłos strzałów usłyszał sekretarz metropolity ks. Jurij Sakowicz, który nadbiegł na miejsce zdarzenia i ujął zamachowca. Archimandryta spokojnie powiedział mu, co się stało i nakazał wezwanie policji.

## Proces Pawła Łatyszenki
Zatrzymany przez policję archimandryta Smaragd złożył szczegółowe zeznania dotyczące przebiegu zamachu, wyjawił, w jaki sposób się do niego przygotowywał i dlaczego zamordował metropolitę. Pojawiła się niepotwierdzona ostatecznie informacja, jakoby przyjeżdżając do Warszawy Smaragd miał nadzieję spotkać i zabić również innego zwolennika autokefalii, biskupa Dionizego (Waledyńskiego), późniejszego zwierzchnika Polskiego Autokefalicznego Kościoła Prawosławnego. Jeszcze w toku śledztwa przygotowawczego, wobec braku wątpliwości odnośnie do winy, Cerkiew prawosławna pozbawiła zabójcę stanu duchownego, przed sądem stawał on już jako świecki, Paweł Łatyszenko.
Łatyszenko, uznany przez biegłych za poczytalnego, stanął przed sądem okręgowym w Warszawie oskarżony o mord na osobie urzędowej z powodu i w czasie wykonywania przez nią obowiązków służbowych Prokurator Kazimierz Rudnicki skutecznie przekonał sąd, że za takiego urzędnika należy uznać metropolitę, który sprawował czynności swe za zgodą rządu polskiego i pobierał pensję. Jako motyw działania prokurator wskazywał pobudki osobiste - zemstę za suspendowanie. Obronie, w tym adwokatowi Tadeuszowi Wróblewskiemu nie udało się przekonać sądu, że Łatyszenko działał w afekcie.  27 września 1924 zapadł wyrok 12 lat pozbawienia wolności, który na mocy ustawy o amnestii skrócony został o 1/3 czyli do 8 lat.
W grudniu 1924 r. władze radzieckie zaproponowały wymianę Łatyszenki na aresztowanego miesiąc wcześniej w Leningradzie polskiego księdza Bronisława Ussasa, jednak władze polskie odmówiły.
Łatyszenko karę odbył w całości i opuścił więzienie na warszawskim Mokotowie 27 września 1932. Jego dalsze losy są nieznane. 

## Skutki zamachu
Zabójstwo metropolity Jerzego nie zdołało zatrzymać dążeń do autokefalii Polskiego Kościoła Prawosławnego, który ostatecznie uzyskał ją z Konstantynopola z pominięciem patriarchy moskiewskiego, 13 listopada 1924. Powodem pominięcia Rosyjskiego Kościoła Prawosławnego była z jednej strony znana niechęć patriarchy Tichona do nadania polskim strukturom Kościoła prawosławnego autokefalii, z drugiej – chaos organizacyjny panujący w Rosyjskiej Cerkwi związany z wojną domową oraz prześladowaniami ze strony bolszewików. Nowym metropolitą warszawskim i całej Polski został biskup Dionizy (Waledyński).